# Khaled Mohieddin
Khaled Mohieddin (17 de agosto de 1922 – 6 de maio de 2018) foi um político e militar egípcio. Foi major do exército egípcio, tendo participado da Revolução Egípcia de 1952, como membro do Movimento dos Oficiais Livres, que derrubou a monarquia sob o domínio do rei Farouk.
Mohieddine ocupou importantes cargos políticos e da mídia durante a presidência de Gamal Abdel Nasser, embora os dois também tivessem uma série de problemas. Sua influência política diminuiu durante a primeira parte da presidência de Anwar Sadat até que ele fundou o Partido Nacional Progressivo da União (Tagammu) em 1976. Sob a liderança de Mohieddine, Tagammu se tornou uma força de oposição significativa durante o governo de Hosni Mubarak.
Mohieddin morreu em 6 de maio de 2018, em um hospital no distrito de Maadi, no Cairo, com a idade de 95 anos.